# کرک سفلی
کرک سفلی، روستایی از توابع بخش گیان شهرستان نهاوند در استان همدان ایران است.
کرک سفلی، روستایی از توابع بخش گیان نهاوند است.
در زمان شاه تهماسب دوم صفوی، در این منطقه(کرک امروزی)به دلیل پوشش گیاهی غنی و انبوه درختان(تا حدود سی سال پیش در روستای کرک سفلی جنگل بزرگی بنام محلی« ویشه تاریکه» یا همان بیشه تاریک وجود داشت، همانطور که از اسمش پیداست به دلیل تنوع و انبوه درختان خودرو داخل بیشه تاریک بوده است و حیوانات وحشی گوناگونی از جمله کرگدن در آن زندگی می کرده، که طبیعتا هرچه به زمان گذشته برگردیم وسعت جنگل بیشتر بوده است.)محیط مناسبی برای پرورش اسب و کرگدن بوده که آن زمان در جنگ ها و کشورگشایی ها استفاده از پوست و شاخ کرگدن برای ساخت سلاح(نیزه و سپر و...) کاربرد داشته است،در کتاب «نهاوند در هزاره های ما قبل تاریخ» ذکر شده؛ این روستا محل پرورش حدود پنج هزار کرگدن در زمان حکومت شاه تهماسب دوم صفوی بوده است.
```
وجه تسمیه این روستا برگرفته از نام کرگدن بوده که با حذف «دن» به کرگ و بعدها با حذف سرکش «گ» به کرک تغییر پیدا کرده است.
```

## جمعیت
این روستا در دهستان گیان قرار دارد و براساس سرشماری مرکز آمار ایران در سال ۱۳۹۵، جمعیت آن ۵۴۹ نفر (۱۵۶خانوار) بوده‌است.